# Commelle
Commelle és un municipi francès situat al departament de la Isèra i a la regió d'Alvèrnia-Roine-Alps. L'any 2007 tenia 700 habitants.

## Demografia

### Població
El 2007 la població de fet de Commelle era de 700 persones. Hi havia 246 famílies de les quals 47 eren unipersonals (22 homes vivint sols i 25 dones vivint soles), 76 parelles sense fills, 116 parelles amb fills i 7 famílies monoparentals amb fills.
La població ha evolucionat segons el següent gràfic:
Habitants censats

### Habitatges
El 2007 hi havia 298 habitatges, 258 eren l'habitatge principal de la família, 27 eren segones residències i 12 estaven desocupats. 282 eren cases i 12 eren apartaments. Dels 258 habitatges principals, 215 estaven ocupats pels seus propietaris, 41 estaven llogats i ocupats pels llogaters i 3 estaven cedits a títol gratuït; 4 tenien dues cambres, 16 en tenien tres, 73 en tenien quatre i 165 en tenien cinc o més. 220 habitatges disposaven pel capbaix d'una plaça de pàrquing. A 85 habitatges hi havia un automòbil i a 158 n'hi havia dos o més.

### Piràmide de població
La piràmide de població per edats i sexe el 2009 era:
| Homes | Edats   | Dones |
| ----- | ------- | ----- |
| 0     | 95 o +  | 0     |
| 0     | 90 a 94 | 0     |
| 16    | 85 a 89 | 12    |
| 0     | 80 a 84 | 0     |
| 4     | 75 a 79 | 4     |
| 12    | 70 a 74 | 12    |
| 16    | 65 a 69 | 20    |
| 16    | 60 a 64 | 12    |
| 20    | 55 a 59 | 16    |
| 36    | 50 a 54 | 36    |
| 12    | 45 a 49 | 20    |
| 24    | 40 a 44 | 20    |
| 4     | 35 a 39 | 20    |
| 32    | 30 a 34 | 24    |
| 12    | 25 a 29 | 16    |
| 24    | 20 a 24 | 12    |
| 16    | 15 a 19 | 12    |
| 20    | 10 a 14 | 36    |
| 8     | 5 a 9   | 12    |
| 12    | 0 a 4   | 16    |

## Economia
El 2007 la població en edat de treballar era de 430 persones, 326 eren actives i 104 eren inactives. De les 326 persones actives 302 estaven ocupades (166 homes i 136 dones) i 24 estaven aturades (7 homes i 17 dones). De les 104 persones inactives 43 estaven jubilades, 29 estaven estudiant i 32 estaven classificades com a «altres inactius».

### Ingressos
El 2009 a Commelle hi havia 282 unitats fiscals que integraven 768 persones, la mediana anual d'ingressos fiscals per persona era de 18.496 €.

### Activitats econòmiques
Dels 23 establiments que hi havia el 2007, 3 eren d'empreses de fabricació d'altres productes industrials, 5 d'empreses de construcció, 3 d'empreses de comerç i reparació d'automòbils, 3 d'empreses de transport, 1 d'una empresa d'hostatgeria i restauració, 1 d'una empresa immobiliària, 3 d'empreses de serveis, 2 d'entitats de l'administració pública i 2 d'empreses classificades com a «altres activitats de serveis».
Dels 8 establiments de servei als particulars que hi havia el 2009, 2 eren paletes, 2 fusteries, 1 lampisteria, 1 perruqueria, 1 restaurant i 1 agència immobiliària.
L'únic establiment comercial que hi havia el 2009 era una perfumeria.
L'any 2000 a Commelle hi havia 15 explotacions agrícoles que ocupaven un total de 584 hectàrees.

## Equipaments sanitaris i escolars
El 2009 hi havia una escola elemental.

## Poblacions més properes
El següent diagrama mostra les poblacions més properes.